# Århus Midtkredsen
Århus Midtkredsen blev oprettet i 1849 og nedlagt i 1970. 
I 1920-1970 var kredsen en opstillingskreds i Århus Amtskreds. I 1895-1918 var kredsen en valgkreds med navnet Aarhus Første Kreds. I 1849-1894 var kredsen en valgkreds med navnet Aarhus Kredsen. 